# Roberval dos Santos
Roberval Fernando "Tico" dos Santos (Osasco, São Paulo, 14 juli 1970), is een Braziliaans boogschutter.
Dos Santos startte met boogschieten in 1994, hij schiet met een compoundboog. In 1996 werd hij lid van het Braziliaans nationaal team. Hij deed mee aan diverse nationale en internationale wedstrijden. Bij de World Cup bereikte hij meerdere keren de top drie. In 2006 versloeg hij in de World Cup finale van stage 2 de Nederlander Peter Elzinga en won de gouden medaille. Hij staat tiende (juni 2008) op de FITA-wereldranglijst.

## Resultaten
2001
 Copanarco kampioenschap indoor (team)
2005
16e WK outdoor
2006
 World Cup, stage 2 (individueel)
 World Cup, stage 3 (team)
5e Pan-Amerikaans Kampioenschap
2007
 World Cup, stage 2 (individueel)
4e World Cup, stage 3 (individueel)
 World Cup, finale (individueel)
2008
8e World Cup, stage 1 (individueel)
 World Cup, stage 2 (individueel)